# Haua Fteah
Haua Fteah – schronisko w północno-wschodniej części Libii, u podnóża północnych stoków gór Al-Dżabal al-Achdar.
W 2020 roku jaskinia została wpisana na libijską listę informacyjną światowego dziedzictwa UNESCO – listę obiektów, które Libia zamierza rozpatrzyć do zgłoszenia do wpisu na listę światowego dziedzictwa UNESCO .

## Położenie
Haua Fteah leży w Cyrenajce w północno-wschodniej części Libii , u podnóża północnych stoków gór Al-Dżabal al-Achdar, ok. 1 km od wybrzeża Morza Śródziemnego i ok. 8 km na wschód od miasta Susa .

## Opis
Haua Fteah to półkoliste schronisko w skałach wapiennych . Wejście do jaskini ma 50 m szerokości i 20 m wysokości, a jej strop ma 80 m średnicy .

## Badania archeologiczne
Jaskinia została odkryta dla nauki w 1948 roku przez badaczy Charlesa McBurneya (1914–1979) i C. T. Houldera z University of Cambridge. Schronisko wcześniej było wykorzystywane przez lokalnych pasterzy i ich stada w okresie zimowym.
W latach 1951–1955 jaskinię zbadali naukowcy z University of Cambridge, którzy odkryli ślady bytności człowieka na przestrzeni ponad 80 tys. lat . Podczas pierwszej fazy prac znaleziono ludzkie kości żuchwy oraz zęby trzonowe, które uznano za należące do gatunku spokrewnionego z Neandertalczykiem .
Kolejne badania przeprowadzone w latach 2007–2015 ujawniły, że ślady w jaskini sięgają 150 tys. lat – obejmując cały okres ostatniego zlodowacenia . Na podstawie odnalezionych w latach 50. XX w. kości żuchwy potwierdzono bytność Homo sapiens . Wiek kości oszacowano na 73–65 tys. lat.
Materiał odkryty w jaskini dostarczył unikalnego świadectwa o zdolnościach adaptacyjnych Homo sapiens do zmian klimatycznych oraz świadectwa rozwoju kulturowego i technologicznego człowieka .